# Ahlmannryggen
Der Ahlmannryggen (norwegisch; englisch Ahlmann Ridge) ist ein weitgehend vereister, von verstreuten, eisfreien Gipfeln überragter Gebirgszug im ostantarktischen Königin-Maud-Land. Er erhebt sich zwischen dem Schytt-Gletscher und dem Jutulstraumen und reicht vom Borg-Massiv nordwärts bis zum Fimbul-Schelfeis an der Prinzessin-Martha-Küste.
Erstmals wurde dieses Gebiet im Rahmen der Deutschen Antarktischen Expedition (1938–1939) aus der Luft fotografiert und grob kartiert. Die dabei entdeckten Steinkuppen und Wittespitzen gehören zum nordöstlichen Teil des Ahlmannryggen. Eine detaillierte Kartierung erfolgte anhand geodätischer Vermessungen der Norwegisch-Britisch-Schwedischen Antarktisexpedition (1949–1952) und mittels Luftaufnahmen der Dritten Norwegischen Antarktisexpedition (1956–1960). Benannt ist der Gebirgszug nach dem schwedischen Glaziologen und Geographen Hans Wilhelmsson Ahlmann (1889–1974), der dem schwedischen Komitee der Norwegisch-Britisch-Schwedischen Antarktisexpedition angehörte.